# Абдуллаев, Агасалим Сахиб оглы
Агасалим Сахиб оглы Абдуллаев (азерб. Ağasəlim Sahib oğlu Abdullayev; род. 15 октября 1950, Баку) — тарист. Народный артист Азербайджана (2007).

## Биография
Родился 15 октября 1950 года в Баку. В 1970 году окончил класс тара Бакинского музыкального училища имени Асафа Зейналлы. В 1976 году окончил Азербайджанскую государственную консерваторию. Преподавателями Абдуллаева являлись такие мастера, как Кямиль Ахмедов, Гаджи Мамедов и Саид Рустамов.
С 1970 года — солист Ансамбля народных инструментов Азгостелерадио. 
С 1970-х годов — концертмейстер ансамбля под руководством Агабабы Салахова (с 1982 года ансамбль народных инструментов «Араз» имени Агабабы Салахова). С 1982 года — руководитель этого же ансамбля. В сопровождении этого ансамбля выступали разные ханенде: Гаджибаба Гусейнов, Шовкет Алекперова, Рубаба Мурадова, Зейнаб Ханларова, Сара Кадымова и другие. 
Преподаёт в Азербайджанской национальной консерватории.
Гастролировал в США, Канаде, Японии, Франции, Англии, Испании и других странах.

## Награды
- Народный артист Азербайджана (2007)[2]
- Заслуженный артист Азербайджана (2005)[3]
- Персональная пенсия Президента Азербайджанской Республики (2019)[4]